# Pavlivka, Bolgrad
Pavlivka (în ucraineană Павлівка) este localitatea de reședință a comunei Pavlivka din raionul Bolgrad, regiunea Odesa, Ucraina.

## Demografie
Componența lingvistică a localității Pavlivka
     Rusă (91%)
     Ucraineană (5,16%)
     Română (1,84%)
     Bulgară (1,21%)
     Alte limbi (0,67%)
Conform recensământului din 2001, majoritatea populației localității Pavlivka era vorbitoare de rusă (91%), existând în minoritate și vorbitori de ucraineană (5,16%), română (1,84%) și bulgară (1,21%).